# نزة قرار
قرية نزة قرار وجهينة هي إحدى القرى التابعة لمركز منفلوط في محافظة أسيوط في جمهورية مصر العربية. حسب إحصاءات سنة 2006، بلغ إجمالي السكان في نزة قرار وجهينة 13351 نسمة، منهم 6896 رجل و6455 امرأة.